# 小学算数事典
小学算数事典（しょうがくさんすうじてん）は、旺文社の参考書であり、小学生で学ぶ算数の内容とやや発展的な問題を取り入れている。
また、教科書適応である。

## 小学校1年生
- 数と計算（問題番号1～48）
- 長さ・形（問題番号49～58）

## 小学校2年生
- 数と計算（問題番号59～106）
- 数量関係、図形（問題番号107～120）

## 小学校3年生
- 数と計算（問題番号121～165）
- 図形、数量関係（問題番号166～202）

## 小学校4年生
- 整数・小数・分数（問題番号203～237）
- 数の計算（問題番号238～269）
- 単位と測定（問題番号270～287）
- 図形（問題番号288～320）
- 表とグラフ（問題番号321～342）
- 整理の仕方（問題番号343～347）

## 小学校5年生
- 小数と整数（問題番号348～374）
- 小数の掛け算、割り算（問題番号375～397）
- 分数と小数（問題番号398～414）
- 計算のきまり（問題番号415～439）
- 図形（問題番号440～495）
- 面積（問題番号496～520）
- 割合とグラフ（問題番号521～589）

## 小学校6年生
- 数とその性質（問題番号590～620）
- 数の計算（問題番号621～695）
- 単位量あたりの大きさ（問題番号696～726）
- 数量の関係（問題番号727～759）
- 図形（問題番号760～812）
- 図形と量（問題番号813～831）

## 応用問題（問題番号832～957）
- 植木算
- 平均算
- 和差算、流水算
- 旅人算、通過算
- 差集算
- 分配算、やりとり算
- 倍数算
- 年齢算
- 仕事算、帰一算
- 相当算
- 還元算
- 過不足算、方陣算
- 消去算
- 鶴亀算
- 虫食い算
- 重なりの問題
- 数列
- 図や表を利用して解く問題
- その他の総合問題

また、1年生の問題は「次の問いに答えましょう。」だが、2年生以降は「次の問いに答えなさい。」となる。